# Quentin Dazeur
Quentin Dazeur est un céiste français né le 15 novembre 1991 à Strasbourg et pratiquant la descente. Spécialisé dans le canoë monoplace (C1).
Il est licencié au club de Strasbourg Eaux Vives, et ingénieur en mécanique de l'INSA de Toulouse.
Depuis son plus jeune âge, il est entraîné par son papa, Bruno, cadre au sein du club Strasbourgeois, et athlète émérite dans la même discipline.

## Palmarès

### Championnats du monde
- 2009 à Buoch,  Suisse, Junior
  - 6e place en classique C1
  - 5e place en sprint C1
  -  Médaille d'or en classique C1 par équipe
  -  Médaille d'or en sprint C1 par équipe
- 2014 à Valtellina,  Italie
  - 10e place en classique C1
  -  Médaille d'argent en sprint C1
  -  Médaille d'or en classique C2 par équipe
  -  Médaille d'or en sprint C1 par équipe
  -  Médaille d'or en sprint C2 par équipe
- 2015 à Vienne,  Autriche
  - 4e en sprint C1
  -  Médaille d'or en sprint C1 par équipe
  -  Médaille d'or en sprint C2 par équipe
- 2016 à Banja Luka,  Bosnie-Herzégovine
  -  Médaille d'or en sprint C2
  -  Médaille d'argent en classique C2
  - 4e en sprint C1
  - 13e en classique C1
  -  Médaille d'or en sprint C2 par équipe
  -  Médaille d'argent en sprint C1 par équipe
  -  médaille d'argent en classique C2 par équipe
  -  Médaille de bronze en classique C1 par équipe
- 2017 à Pau,  France
  -  Médaille d'or en sprint C2
  - 4èmé en sprint C1
  -  Médaille d'or en sprint C2 par équipe
  -  Médaille d'or en sprint C1 par équipe
- 2018 à Muotathal,  Suisse
  -  Médaille d'or en C2 classique
  -  Médaille d'or en C2 classique par équipe
  -  Médaille d'or en C2 sprint
  -  Médaille d'or en C2 sprint par équipe
- 2019 à La Seu d'Urgell,  Espagne
  -  Médaille d'or en C1 sprint par équipe
  -  Médaille d'or en C2 sprint par équipe
  -  Médaille de bronze en C2 sprint
- 2021 à Bratislava,  Slovaquie
  -  Médaille d'or en C2 par équipe
  -  Médaille d'argent en C1
  -  Médaille d'argent en C2
- 2022 à Treignac,  France
  -  Médaille d'or en C2 classique
  -  Médaille d'or en C1 sprint
  -  Médaille d'or en C2 sprint

### Championnats d'Europe
- 2008 à Valtellina,  Italie, Junior
  - 9e place en classique C1
  - 12e place en sprint C1
  -  Médaille d'argent en classique C1 par équipe
  -  Médaille d'argent en sprint C1 par équipe
- 2015 à Banja Luka, Bosnie
  - 11e en classique C1
  -  Médaille de bronze en sprint C1
  -  Médaille de bronze en classique C2 par équipe
  - Médaille de bronze en classique C1 par équipe
  -  Médaille d'or en sprint C2 par équipe
  - 4e en sprint C1 par équipe
- 2017 à Skopje, Macédoine
  - 13ème en classique C1
  -  Médaille de bronze en classique C2
  -  Médaille d'argent en classique C2 par équipe
  - Médaille de bronze en classique C1 par équipe
  -  Médaille d'argent en sprint C2
  -  Médaille d'argent en sprint C1
  -  Médaille d'or en sprint C2 par équipe
  -  Médaille d'argent en sprint C1 par équipe

### Championnats de France
- Sprint :
  -  Médaille de bronze en C1 en 2013
  -  Médaille d'argent en C1 en 2014
  -  Médaille d'or en C2 en 2016
  -  Médaille d'argent en C1 en 2016
  -  Médaille d'argent en C1 en 2016
  -  Médaille d'or en C2 en 2017
  -  Médaille d'argent C2 en 2018

- Classique :
  -  Médaille d'argent en C1 en 2014
  -  Médaille d'or en C2 en 2016
  -  Médaille d'argent en C1 en 2016
  -  Médaille d'or en C2 en 2017
  -  Médaille d'argent C2 en 2018
  -  Médaille de bronze C1 en 2018